# À tyran, tyran et demi
À tyran, tyran et demi (France) ou La ligne jaune (Québec) (American History X-cellent) est le 17e épisode de la saison 21 de la série télévisée Les Simpson.

## Synopsis
Charles Montgomery Burns organise la fête du 4 juillet dans son manoir, réception au cours de laquelle il oblige tous ses employés à le divertir. Après la représentation d'une pièce peu appréciée par le maître des lieux, Homer, Lenny et Carl décident de prendre du bon temps. Ils pénètrent dans la cave à vins et, en état d'ébriété, vandalisent le manoir. M. Burns appelle la police, mais celle-ci, au lieu d'emmener Homer et ses amis, arrête le vieil homme pour vol de tableaux, Lou ayant remarqué, accrochée au mur, une toile appartenant à un musée (Le Concert de Vermeer).
Emprisonné au pénitencier de Springfield, Burns devient la cible d'un gigantesque détenu. Il s'avère que ce dernier, ayant trouvé la foi au cours de sa détention, s'est tourné vers le christianisme en se promettant de guider ses compagnons de cellule sur le chemin de la rédemption.
Entre-temps, Smithers assure la direction de la centrale. Mais après s'être aperçu que les employés abusaient de sa gentillesse, celui-ci devient aussi tyrannique que son patron, voire pire. Homer et les autres employés en viennent à regretter l'absence de Burns et vont essayer de le faire sortir de prison.
Pendant ce temps, Lisa et Bart, après que ce dernier a détruit une fourmilière, décident de s'occuper de l'unique fourmi rescapée.

## Références culturelles

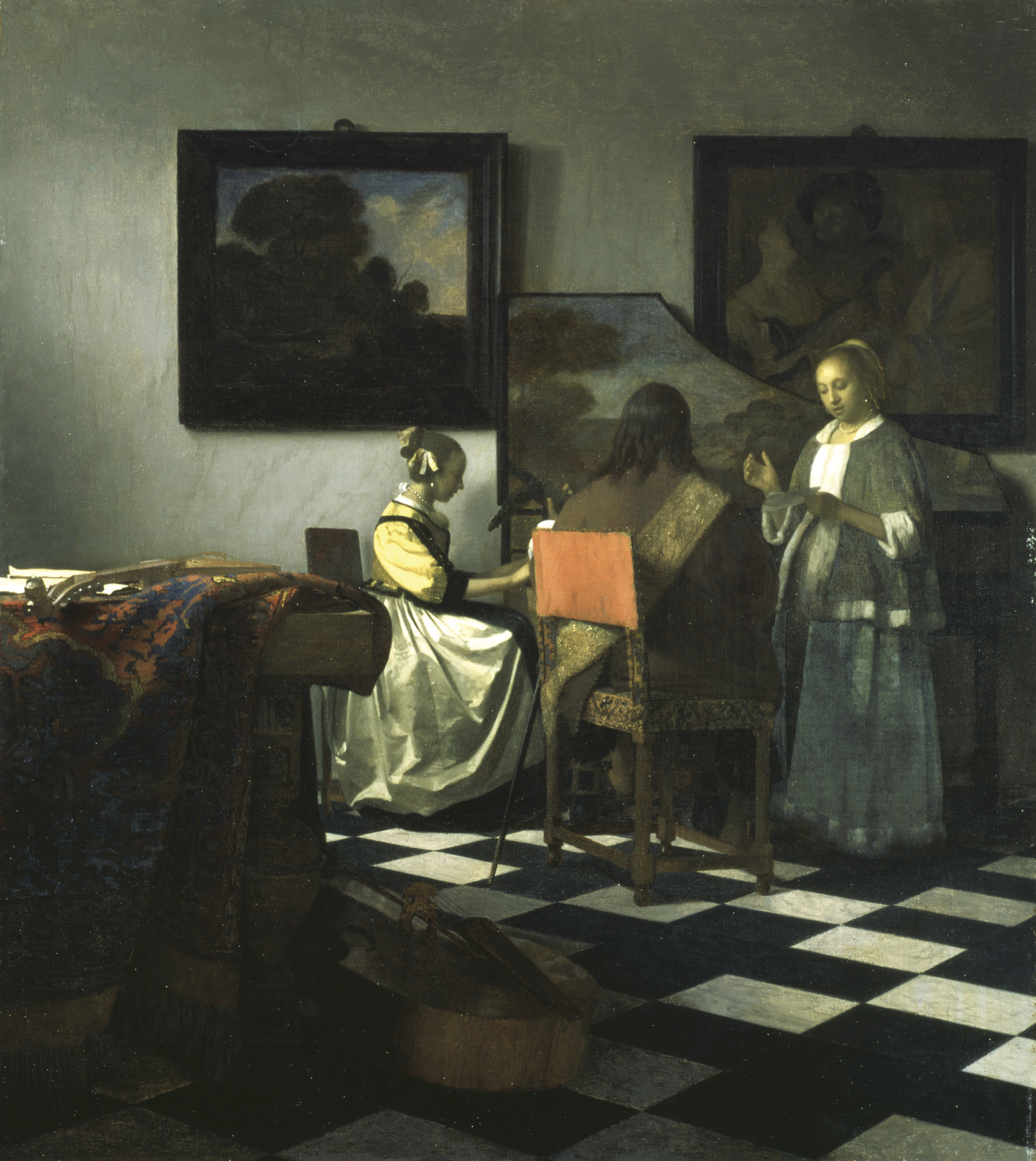
"Le Concert" de Vermeer (circa 1664), volé au « Isabella Stewart Gardner Museum » de Boston en mars 1990, retrouvé dans le salon de M. Burns (en fait, le tableau n'a pas encore été retrouvé)